# Ajsis Dži
Ajsis Dži (engl. Isis Gee) pravo ime Tamara Dajen Vimer (engl. Tamara Diane Wimer, 11. oktobra 1972) je poljska pevačica poreklom iz Sjedinjenih Država, tačnije iz Sijetla, u saveznoj državi Vašington. Počela je da se bavi pevanjem u sedmoj godini. Kasnije se udala za Poljaka i sa njime došla u Poljsku, gde sada žive zajedno.
Ajsis Dži je pobedila na nacionalnom izboru za predstavnika Poljske na Evroviziji 2008. godine sa pesmom "For Life" (srp. "Za Život"). Nastupila je u prvom polufinalu i završila kao deseta, i osigurala plasman u finale (zanimljivo je to što i da nije završila na desetom mestu, prošla bi u finale odlukom tajnog žirija). Iako je prošla u finale, Ajsis je u finalu završila među poslednje tri države sa samo 14 poena.

## Biografija
Rođena je u Sijetlu, kao Tamara Dajan Vimer. Sa 8 godina počela je da peva nacionalnu himnu kao solista na velikim sportskim događajima u Sijetlu, u arenama od 65.000+ ljudi i redovno je pevala na takvim događajima do svojih ranih 20-ih. Tokom svoje adolescencije, bila je na turneji po Sjedinjenim Državama sa horom devojčica iz Sijetla učeći sa Džeri Rajtom i Severozapadnim devojačkim horom, kao i privatno trenirala sa vokalnim trenerom maestrom Dejvidom Kajlom. Svoju profesionalnu muzičku karijeru započela je sa 12 godina, izvodeći pop, R&B, klasiku, džez, Brodvej i kantri muziku.
Džijeva je pohađala srednju školu Kentvud u Kovingtonu od 1988. do 1991. primajući nagrade kao što su „Najinspirativniji učenik“ i „Najveća verovatnoća da će uspeti“. Pevala je na raznim događajima za pojedince kao što su Bil Gejts, Pol Alen i gradonačelnik Sijetla. Sa 17 godina, dobila je nagradu za najbolju pevačicu na pevačkom takmičenju sa IMTA (International Modeling and Talent Association) u Los Anđelesu.
Sa 19 godina otvorila je za Tonija Beneta i njegov veliki orkestar, takođe na turnejama i snimanju sa raznim orkestrima i velikim džez bendovima.

## Karijera
2004. godine se udala za Adama Golebovskog i preselila se u Varšavu. Karijeru je nastavila da nastavi u Poljskoj i izdala je svoj debi album Hidden Treasure sa Universal Music 2007.
Godine 2007., bila je u poljskoj verziji emisije Ples sa zvezdama. Došla je do četvrtfinala. Njen plesni partner bio je svetski šampion, ukrajinski plesač Zora Koroljov. Tokom poslednjeg nastupa slomila je rebra, udarila plesnog partnera u koleno i završila u bolnici.

### Evrovizija 2008.
Njena pesma „For Life“, koju je napisala i producirala, izabrana je među preko stotinu pesama kao jedna od dvanaest prijavljenih za učešće na Piosenka dla Europi, poljskom nacionalnom finalu za Pesmu Evrovizije 2008. Tokom direktnog prenosa 23. februara 2008, njena prijava je izabrana da predstavlja Poljsku na Evroviziji 2008. Dobila je maksimalan broj poena i od strane žirija i glasanjem javnosti.
U polufinalu, plasirala se u finale sa 42 boda i zauzimajući 10. mesto; 10 najboljih se kvalifikovalo za finale. U finalu je zauzela 24. mesto, sa ukupno 14 poena od Ujedinjenog Kraljevstva i Irske.
Nju je RTS proglasio i za najlepšu takmičarku Evrovizije, a i nominovana za jednu od 5 najboljih ženskih vokala na Pesmi Evrovizije 2008.